# 윤순거
윤순거(尹舜擧, 1596년 ~ 1668년)는 조선의 후기의 문신이자 학자이다. 본관은 파평(坡平). 자는 노직(魯直), 호는 동토(童土). 아버지는 대사간 윤황(尹煌)이며, 어머니는 당대의 명유인 성혼의 딸이다. 죽산부사를 지낸 큰아버지 윤수(尹燧)에게 입양되었으며 외삼촌인 성문준(成文濬)에게서 학문을, 강항에게서 시를, 김장생에게서 예를 배웠다.

## 생애
1633년(인조 11) 사마시에 합격해 내시교관(內侍敎官)에 임명되었으나 직책이 마음에 들지 않는다고 나가지 않았다. 1636년 병자호란 때에 아버지가 척화죄로 귀양 가고, 작은아버지 윤전(尹烇)이 강화도에서 순절하자 고향에서 학문에 전념하였다.
1645년 대군사부(大君師傅)가 되어 벼슬길에 올랐다. 이어 상의원주부·형조좌랑·안음현감·의령현감 등을 지냈다. 의령현감으로 재직시 이황(李滉)과 남효온(南孝溫)의 사(祠)를 건립하였다. 1655년(효종 6) 종부시주부·공조정랑을 거쳐 금구현령으로 나갔다.
1660년(현종 1) 영월군수가 되어 《노릉지》(魯陵誌)를 편찬하고, 단종의 사묘인 지덕암(旨德庵)을 중건하였다. 1665년 사헌부장령에 제수되었으나 오르지 않았다. 그 뒤 사직서령·세자익위사익위·군자감정·예빈시정·상의원정 등을 지냈다.
찬선(贊善)에 추증되었다. 연산의 구산서원(龜山書院), 영광의 용계사(龍溪祠)(=>내산서원), 금구의 구성서원(九成書院)에 제향되었다.

## 활동사항

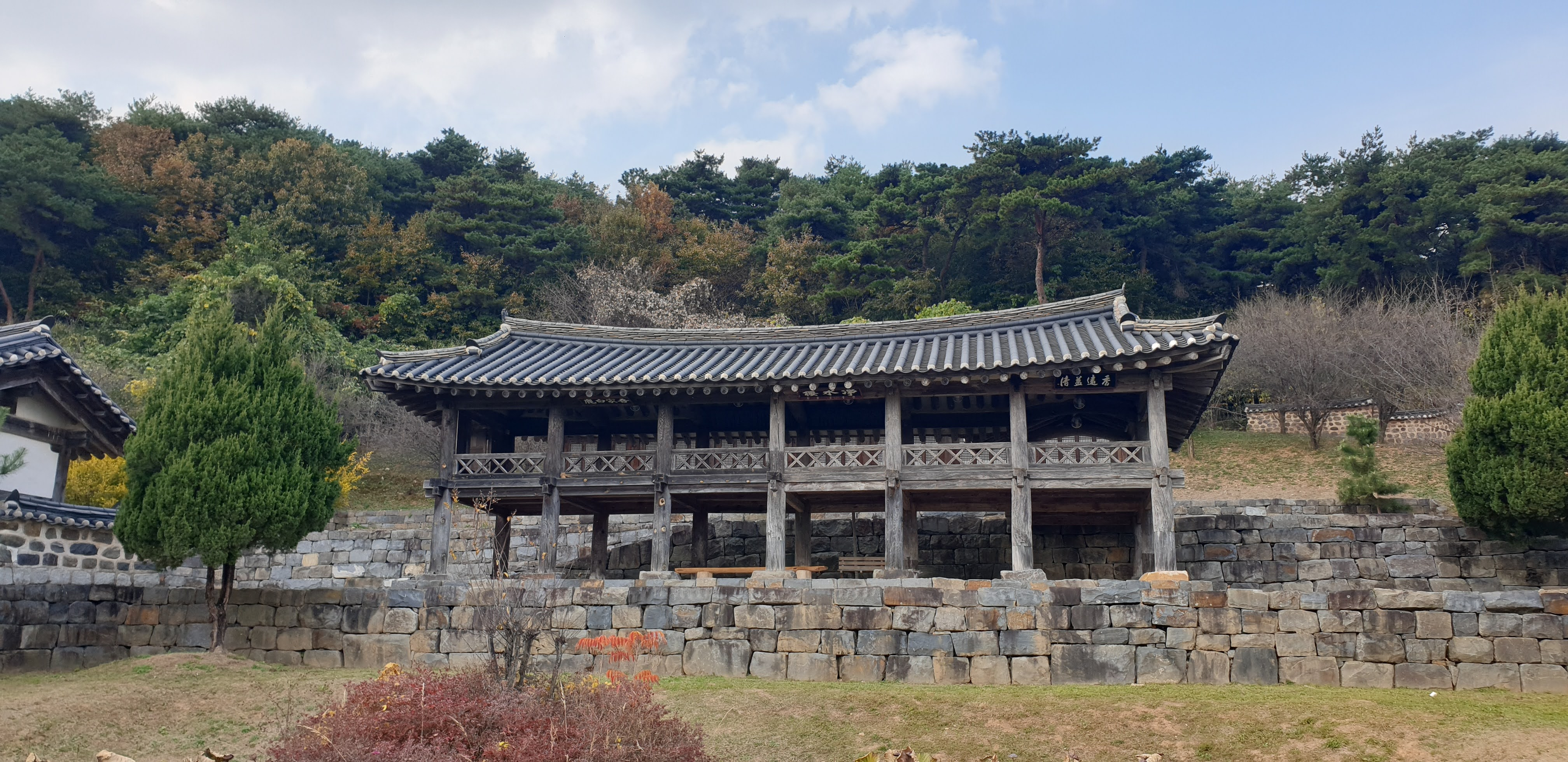
윤순거가 집안의 아이들을 위해 세운 종학당

윤순거는 문장과 글씨에 뛰어난 학자로서 이이(李珥)의 『증손여씨향약(增損呂氏鄕約)』과 주희의 『가례』에 의거해 매년 한 차례씩 모든 종인(宗人)이 함께 모여 조상을 받들고 자제를 교육시키는 종약을 제정해 실천하였다.
강항을 위해 〈강감회요서〉(綱鑑會要序)·〈수은강공행장〉(睡隱姜公行狀)을 저술하고, 강항이 포로생활 중에 견문한 것을 기록한 책인 《간양록》(看羊錄) 등을 편찬해 존왕양이(尊王壤夷)의 정신을 고취하였다. 단종과 관련된 모든 기록을 수집해 《노릉지》를 편찬함으로써 조선의 유교적 사회 질서인 군신 관계를 전제로 불사이군(不事二君)의 정신을 포착하고자 하였다.
저서로는 《동토집》·《노릉지》가 있다. 철원에 〈심원사취운당대사비〉(深源寺翠雲堂大師碑)의 글씨가 전한다.

## 가족 관계
- 조부: 윤창세(尹昌世)
- 조모: 청주 경씨 (대제한 경혼의 녀)
- 부: 윤수(尹燧)
- 모: 성주 이씨(부윤 이현배의 녀)
- 생부: 윤황(尹煌)
- 생모: 창녕성씨(성혼의 女)

- 배: 함평 이씨 (관찰사 이춘원의 녀)
  - 아들: 윤절(尹晢) - 부수찬
  - 아들: 윤진(尹搢) - 부제학
    - 손자: 윤혜교(尹惠敎)-이조판서
      - 증손 : 윤동도(尹東度)-영의정

    - 손자: 윤무교

  - 동생: 윤선거

## 행력
- 선조 29 1596 1세 6월, 尼山에서 태어나다.-어릴 적에 外叔인 滄浪 成文濬에게 수학하다. 15세쯤 되었을 때에 靈光 郡守인 生父 尹煌을 따라가 靈光에 있으면서 睡隱 姜沆에게 詩를 배우다. 자라서는 沙溪 金長生에게 禮를 배우다.
- 광해군 9 1617 22세 부친상을 당하다.-광해 末에 生父 尹煌이 향리로 방축되자 從弟 尹元擧와 함께 科業을 폐기하고 독서하다.
- 인조 1 1623 28세 인조반정 후 科業을 시작하다.
- 인조 11 1633 38세 司馬試에 합격하다.-內侍敎官에 제수되었으나 宦官들을 상대해야 한다는 이유로 벼슬을 버리다.
- 인조 17 1639 44세 生父喪을 당하다. 곧이어 모친상을 당하다.
- 인조 23 1645 50세 大君師傅가 되다. 3년간 사부로 있으면서 麟坪大君의 존경을 받다.
- 인조 26 1648 53세 상의원 주부, 형조 좌랑을 거쳐 安陰 縣監이 되다. ○ 가을, 安陰 官舍에서 生母 成氏夫人 喪을 당하다.
- 효종 3 1652 57세 宜寧 縣監이 되다. 秋江 南孝溫의 사당을 세우다.
- 효종 6 1655 60세 벼슬을 버리고 고향으로 돌아오다.
- 효종 7 1656 61세 종부시 주부, 공조 정랑을 거쳐 金溝 縣令이 되다.
- 효종 9 1658 63세 姜沆의 문집인 「睡隱遺稿」를 편정하여 간행하고, 그 行狀을 짓다. 姜沆의 「巾車錄」을 편정하여 「看羊錄」이라 改名하고 간행하다.
- 효종 10 1659 64세 金溝 縣令에서 체차되다.
- 현종 1 1660 65세 공조 정랑을 거쳐 寧越 郡守가 되다. 「魯陵誌」를 저술하다. 旨德庵을 重建하다.
- 현종 6 1665 70세 7월, 장령에 제수되었으나 아우 尹宣擧가 執義가 되자 인피하여 8월에 체직되다.
- 현종 7 1666 71세 社稷署 令, 翊衛司 翊衛를 지내다.
- 현종 8 1667 72세 軍資監 正이 되다.
- 현종 9 1668 73세 禮賓寺 正, 尙衣院 正 등을 지내다. ○ 12월 30일, 城南 寓舍에서 졸하다.
- 현종 10 1669 3월, 尼山 先塋에 장사 지내다. - 둘째 아들 尹搢으로 인하여 이조 참판에 추증되다.
- 현종 14 1673 3월, 從子 尹拯이 행장을 짓다.
- 숙종 37 1711 1월, 崔錫鼎이 묘지명을 짓다.
- 숙종 38 1712 孫 尹智敎 등이 저자의 시문을 繕寫하다. (答從弟國材, 明齋遺稿 卷27)
- 영조 17 1741 3월, 鐵字로 文集을 印出하다. (初刊本 刊記)
- 영조 37 1761 - 曾孫 尹東度가 台府에 들어간 것으로 인하여 이조 판서와 그 겸직에 추증되다.
- 고종 37 1900 - 尹相穆, 尹相爵 등이 續集을 간행하다. (尹相爵의 續集後識)
- 고종 38 1901 - 尹相穆, 尹相爵 등이 原集 중간본을 간행하다. (重刊本 刊記 및 尹相爵의 續集後識)